# Egbert (imię)
Egbert – imię męskie pochodzenia germańskiego. Oznacza „błyszczący jak miecz”. Jego patronem jest św. Egbert, benedyktyn z przełomu VII i VIII w. n.e.
W Polsce pozostaje imieniem rzadkim. W styczniu 2024 w rejestrze PESEL było 23 mężczyzn o imieniu Egbert nadanym jako imię pierwsze oraz 11 mężczyzn noszących imię Egbert jako imię drugie.
Egbert imieniny obchodzi: 24 kwietnia.

## Egbert w innych językach[6]
- łacina – Egbertus
- angielski – Egbert
- hiszpański – Egberto
- niemieckl – Eckbert, Eckbrecht, Egbert, Egbrecht
- włoski – Egberto.

## Osoby o imieniu Egbert
- Egbert – król Anglii 829–839
- Egbert z Trewiru – arcybiskup Trewiru w latach 977–993
- Edward R. Murrow, właśc. Egbert Roscoe Murrow (1908–1965) – amerykański dziennikarz radiowy i telewizyjny
- Stanisław Egbert Koźmian – polski dziewiętnastowieczny tłumacz dramatów Williama Szekspira.